# Henry Kautz
Henry A. Kautz (* 1956 in Youngstown (Ohio)) ist ein US-amerikanischer Informatiker.
Kautz studierte am Case Institute of Technology und an der Cornell University Mathematik und Englisch mit dem Bachelor-Abschluss 1978 und 1980 einen Master-Abschluss (M.A.) nach dem Besuch des Writing Seminars der Johns Hopkins University. 1978/79 war er Systemanalytiker bei der Nanodata Corporation in Buffalo (New York). Danach studierte er Informatik an der University of Toronto mit dem Master-Abschluss (M.S.) 1982 bei C. Raymond Perrault (A First-Order Dynamic Logic for Planning) und wurde 1987 bei James F. Allen an der University of Rochester promoviert (A formal theory of plan recognition). An der University of Rochester war er auch Assistent von Pat Hayes. Ab 1987 war er an den ATT Bell Laboratories in Murray Hill und ab 1994 Abteilungsleiter und ab 1997 Technology Leader an den ATT Laboratories in Florham Park. 2000 wurde er Associate Professor an der University of Washington. 2006/07 war er Direktor der Abteilung Intelligente System in den Kodak Research Laboratories. Er ist Professor an der University of Rochester und Gründungsdirektor des dortigen Institute for Data Science.
Er befasst sich mit Künstlicher Intelligenz, zum Beispiel Wissensdarstellung, Planung und Software-Agenten. Er befasst sich auch mit Data Mining, Ubiquitous computing, Wearable Computing.
1989 erhielt er den IJCAI Computers and Thought Award, 2018 den ACM-AAAI Allen Newell Award. Von 2010 bis 2012 war er Präsident der Association for the Advancement of Artificial Intelligence (AAAI). Er ist Fellow der American Association for the Advancement of Science, der Association for Computing Machinery und der AAAI.

## Schriften (Auswahl)
- mit James F. Allen, R. Pelavin, J. Tenenberg: Reasoning About Plans, Morgan Kaufmann 1991
- mit Marc B. Vilain: Constraint Propagation Algorithms for Temporal Reasoning, 5th National Conference on Artificial Intelligence (AAAI), 1986, S. 377–386.
- mit Bart Selman, M. Shah: Referral Web: combining social networks and collaborative filtering, Communications of the ACM, Band 40, 1997, S., 63–65
- mit B. Selman: Planning as Satisfiability, Tenth European Conference on Artificial Intelligence (ECAI) 92, S. 359–363
- mit B. Selman: Pushing the envelope: Planning, propositional logic, and stochastic search, Proceedings of the National Conference on Artificial Intelligence, 1996, S. 1194–1201
- mit B. Selman, B. Cohen: Noise strategies for improving local search, 12th National Conference on Artificial Intelligence (AAAI 94), 1994, S. 337–343
- mit B. Selman: Unifying SAT-based and graph-based planning, 16th International Joint Conference on Artificial Intelligence, IJCAI 99, S. 318–325